# Волтер Льюїс (веслувальник)
Волтер Льюїс (англ. Walter Lewis, 17 липня 1885 — 29 травня 1956) — канадський академічний веслувальник.
Бронзовий призер Олімпійських Ігор 1908 року в складі вісімки.